# Maroulès
Maroulès est un militaire byzantin de la fin du XIIIe siècle et du début du XIVe siècle. Il détient notamment le titre de stratège.
Il apparaît dans les sources quand Andronic II Paléologue l'envoie aux côtés de la Compagnie catalane, un groupe de mercenaires engagé par l'empereur pour lutter contre les Turcs qui réduisent une à une les dernières possessions byzantines en Asie Mineure. En plus de posséder le titre de stratège, il est aussi grand archonte. 
À la tête d'une petite troupe, il doit accompagner les Catalans dans leurs opérations tout en évitant tout conflit avec eux. Il va jusqu'à leur livrer le butin qui est normalement destiné aux Byzantins pour éviter toute tension. Une fois les Catalans revenus de leur campagne fructueuse, Maroulès sert de nouveau d'intermédiaire et est envoyé par Andronic pour inviter Roger de Flor, le chef de la compagnie, à assister à la fête de l'Epiphanie à Constantinople. Toutefois, le mercenaire refuse du fait de ses différends avec l'empereur. Par la suite, Maroulès détient divers postes de commandements. Il est chargé de reprendre l'Hexamilion aux mains des Catalans qui se sont établis en lieu et place de l'ancien duché d'Athènes. Toutefois, il est trompé par le dirigeant catalan lors de négociations. En 1308, il est envoyé secourir l'île de Thasos attaquée par le Génois Benedetto Zaccaria puis la ville d'Aenos assiégée par les Catalans.